# Nancy Hollister
Nancy Hollister, née le 22 mai 1949 à Terre Haute, est une femme politique américaine, membre du Parti républicain. Elle est la première femme et la 66e gouverneur de l'Ohio entre le 31 décembre 1998 et le 11 janvier 1999.

## Biographie
Élue membre du conseil municipal de Marietta en 1980, Nancy Hollister est ensuite maire de la ville de 1984 à 1991.
En 1994, elle est élue lieutenant-gouverneur de l'Ohio. Quand le gouverneur George Voinovich démissionne de son poste le 31 décembre 1998 après avoir été élu sénateur, Nancy Hollister lui succède brièvement à la tête de l'État. Elle exerce la fonction pendant onze jours jusqu'à l'installation du nouveau gouverneur Bob Taft le 11 janvier 1999.
De 1999 à 2004, elle est élue à la Chambre des représentants de l'Ohio. Elle est membre du conseil d'administration de l'organisation Ohio History Connection de 2011 à 2016.